# Regarde au-dessus des nuages
Regarde au-dessus des nuages est le dix-septième album de la série de bande dessinée Buddy Longway, paru en 2002.
C'est aussi le nom du personnage central de cet épisode.

## Personnages
- Buddy Longway : trappeur d'une quarantaine d'années.
- Chinook : indienne, sa compagne.
- Kathleen : leur fille, une dizaine d'années.
- Daim Rapide : indien, frère de Chinook, il est devenu chef de tribu.
- Nuage Gris : sioux, ami de Jérémie. Enfant, Jérémie l'a sauvé du piétinement des bisons, lors d'une chasse. Ils sont devenus amis[1]. Il se remet de ses blessures.
- Les Komonczy : famille de pionniers polonais. Gregor, le père a accepté la proposition de l'armée : il va s'occuper de la réserve sur laquelle s'installe la famille de Chinook.
- Regarde au-dessus des nuages : indien solitaire. Sa femme et son fils ont été tués lors d'une attaque. Resté seul, il a longtemps erré. Puis, il a découvert un troupeau de mustangs. Ils lui ont redonné le goût de vivre. Il parvient à communiquer avec eux.
- Danseur : cheval de Regarde au-dessus des nuages.
- Lyndsay Ryan : fille du Capitaine Ryan.

## Synopsis
Les retrouvailles avec Chinook et Kathleen sont de courte durée. Dès le printemps, Buddy accepte d'accompagner Daim Rapide et les siens sur la réserve qui leur est attribuée. Ils y retrouvent les Komonczy qui se sont mis au service de l'armée et qui vont s'occuper de la réserve. Les Longway et Nuage Gris doivent maintenant rejoindre Jérémie resté dans le nord. En chemin, ils projettent de capturer des chevaux pour l'armée. Ils vont être escortés par deux tuniques bleues, aux agissements parfois mystérieux.
Pendant que Buddy fait connaissance avec Regarde au-dessus des nuages et son troupeau de mustangs, les soldats tentent de le tuer. Ils sont mis en fuite par Nuage Gris. Buddy passe des journées à observer le troupeau, avec l'aide de Regarde au-dessus des nuages, il parvient peu à peu à se faire accepter. Il réussit à éloigner un puma qui menaçait la jument dominante. Il communique avec le cheval. Finalement, ce sont les mustangs eux-mêmes qui décident de suivre Buddy.
Leur route est barrée par un incendie, ils parviennent à mettre le troupeau à l'abri dans le lit d'une rivière. Mais, le vent tourne et ils entendent des cris... Les soldats ont été pris à leur propre piège. Dans les flammes, Buddy découvre le corps d'une femme à l'agonie. Elle a juste le temps de lui dire qu'elle est Lyndsay Ryan et qu'elle voulait venger la mort de son père. Son compagnon, lui s'est enfui.

### Documentation
- Virginie Greiner, « Buddy Building », BoDoï, no 53,‎ juin 2002, p. 12